# Патимая (язык)
Патимая (Badimaya, Parti-Maya, Widimaya) — австралийский язык, который относится к языкам карту пама-ньюнганской языковой семьи, на котором говорят на западе Австралии (северо-восточнее Моора, южнее Куэ, восточнее Пайнес-Финд, западнее Муллева). Грамматика для патимая была написана Леоне Данном в 1980-х годах. Патимая связан с ватярри.